# Stéphane Mazars
Pour les articles homonymes, voir Mazars (homonymie).
Stéphane Mazars, né le 25 mars 1969 à Saint-Yrieix-la-Perche (Haute-Vienne), est un homme politique français.
D'abord membre du Parti radical de gauche puis du Mouvement radical, il rejoint ensuite La République en marche. Il est adjoint au maire de Rodez de 2008 à 2017, conseiller départemental de l'Aveyron de 2015 à 2021, sénateur de l'Aveyron de 2012 à 2014 et député de la 1re circonscription de l'Aveyron depuis 2017.

## Biographie

### Formations
Stéphane Mazars est diplômé d'études supérieures spécialisées en droit et pratiques des relations de travail (faculté de droit Montpellier 1). Il détient également un DU en « politiques publiques en Méditerranée occidentale » (faculté de droit Montpellier 1)[réf. nécessaire].
Il obtient ensuite son certificat d'aptitude à la profession d'avocat à l'école des avocats de Montpellier en 1995[réf. nécessaire].

### Parcours politique
En 2008, il devient 2e adjoint à la ville de Rodez, dans la majorité municipale de Christian Teyssèdre, avec la délégation Sports. Réélu en 2014 avec la même délégation, il devient également conseiller communautaire de Rodez Agglomération.
En mai 2012, il se présente aux élections législatives sur la première circonscription de l'Aveyron avec l'étiquette PRG-Modem et au soutien de la majorité présidentielle de François Hollande. Ses 14,18% de voix obtenues ne lui permettent pas de se maintenir au Second tour.
En juillet 2012, il devient sénateur de l'Aveyron (Groupe RDSE) en remplacement d'Anne-Marie Escoffier jusqu'au 2 mai 2014. 
Dès le mois de janvier 2017, il parraine le candidat En marche Emmanuel Macron pour l'élection présidentielle 2017 et candidate à l'investiture pour la 1re circonscription de l'Aveyron sous l'étiquette de La République en marche. Le 18 juin 2017, il est élu député face à Yves Censi (Les Républicains) avec 66,39 % des voix le 18 juin 2017.
Vice-président de la commission des Lois, il fait revoter plusieurs fois certains amendements très sensibles pour le groupe LREM lors d'une séance de juillet 2017, ce qui conduit Olivier Dussopt à rappeler les règles du vote,.
En septembre 2018, lors des débats sur le projet de loi relatif à la lutte contre la fraude fiscale, il demande avec d'autres députés la suppression de l’article 7 qui propose de sanctionner administrativement, par une amende, les cabinets qui concourent, grâce à leurs conseils, à l’évasion fiscale de leurs clients : en séance, il émet l’hypothèse que ce peut être un collaborateur qui pourrait être à l’origine d’un conseil fiscal délictueux et non le dirigeant du cabinet, qui sera susceptible d’être mis à l’amende. Alors que certains députés d'opposition mettent en cause le fait que des « députés-avocats » interviennent en ce sens, Jean-Christophe Lagarde demande au président de l'Assemblée nationale que le bureau et le déontologue de l'Assemblée nationale étudient leurs situations.
En avril 2019, il présente son rapport sur l'innovation numérique, co-élaboré avec Aurélien Pradié et remis à Jacqueline Gourault, ministre de la Cohésion des territoires. Parmi les préconisations émises par les deux députés, figurent des facilités de financement de projets d'innovation numérique en milieu rural ou encore le renforcement des compétences des Maisons de services au public (MSAP).

## Mandats

### Mandats en cours
- Député de la 1re circonscription de l'Aveyron depuis le 21 juin 2017. Vice-Président de la Commission des Lois[3].

### Anciens mandats
- Sénateur PRG de l'Aveyron (22 juillet 2012 - 2 mai 2014)[8]
- Adjoint au maire de Rodez (mars 2008 - juillet 2017)[9]
- Conseiller Communautaire de Rodez Agglomération (avril 2014 - juillet 2017)
- Conseiller Départemental du canton Vallon (2 avril 2015 - 1er juillet 2021)[10].